# Liushutong
Le liushutong (chinois traditionnel : 六書統 ; chinois simplifié : 六书统 ; pinyin : liùshū tǒng ; litt. « Les règles des six types de caractères ») est un ouvrage dont le sujet est les caractères chinois. Il est écrit par Yang Huan (楊桓) de Yanzhou, dans l'actuelle province du Shandong, nom de cour Yang Wuzi (楊武子), pendant la dynastie Yuan (1279-1368). L'ouvrage est décomposé en 20 rouleaux. L'auteur tente de démontrer dans cet ouvrage la relation (统/統) entre les six types de caractères (六书/六書), eux-mêmes divisés en plus petites catégories.
L'auteur de cet ouvrage a également écrit Liushu shuoyuan (六書溯源) et Shuxue zhengyun (書學正韻), dans lesquels il est également question des caractères et de leur prononciation.

## Contenu
Les 6 principaux types de caractères sont :
- xiangxing (zh) (象形, xiàngxíng, « pictographe », parfois traduit en hiéroglyphe)
- huiyi (zh) (会意 / 會意, huìyì)
- zhishi (zh) (指事, zhǐshì)
- zhuanzhu (zh) (转注 / 轉注, zhuǎnzhù)
- xingsheng (zh) (形声 / 形聲, xíngshēng, « idéophonogramme »)
- jiajie (zh) (假借, jiǎjiè)

## Galerie

Radical 16 (几) dans le style dit Liushutong
caractère 兒